# 前1520年代
| 千纪： | 前2千纪 |
| 世纪： | 前17世纪 \| 前16世纪 \| 前15世纪                                                                                     |
| 年代： | 前1550年代 \| 前1540年代 \| 前1530年代 \| 前1520年代 \| 前1510年代 \| 前1500年代 \| 前1490年代                       |
| 年份： | 前1529年 \| 前1528年 \| 前1527年 \| 前1526年 \| 前1525年 \| 前1524年 \| 前1523年 \| 前1522年 \| 前1521年 \| 前1520年 |

## 重要事件及趋势
- 根据古今本《竹书纪年》，此时大约为商朝太戊在位时
- 前1522年— 雅各迁居到埃及，住在歌珊地，根据希伯来历
- 前1521年4月24日—月食沙罗周期36开始